# Talipariti
Talipariti är ett släkte i familjen malvaväxter med  22 arter och är närstående Hibiscus. Fruktkapseln har tio rum, till skillnad från Hibiscus som har fem.